# Ooso Comics
Ooso Comics és una editorial de còmics pradenca, productora de la sèrie original Supercatalà i, entre d'altres, les adaptacions de Mazinger Angels i Cutie Honey. Se'ls coneixia per editar totes les seves obres al català simultàniament, fins al 2024, any a partir de què tan sols van continuar editant en català la línia científica.

## Trajectòria

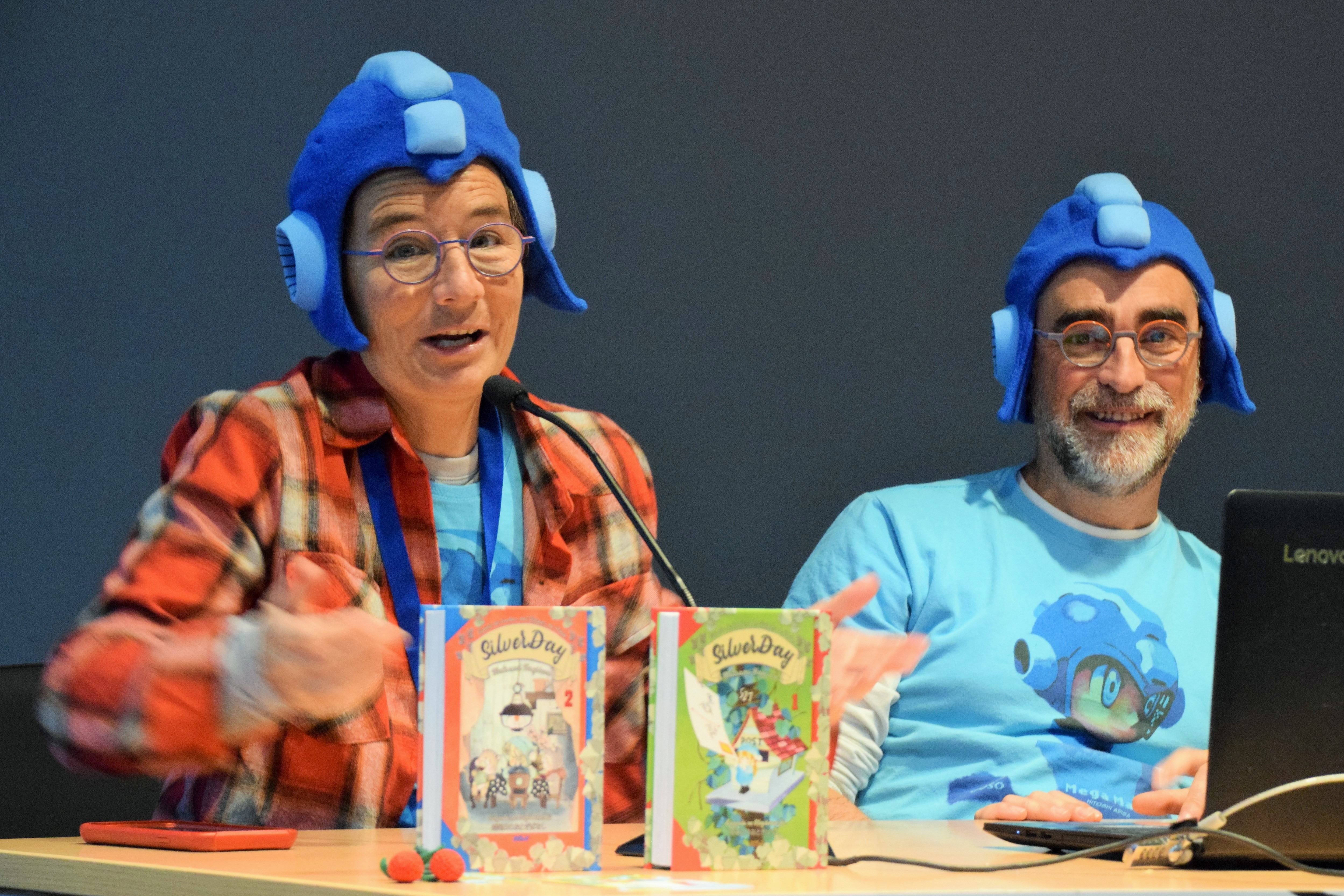
Olga Resina i Sergio Pérez presentant les novetats d'Ooso al 42 Comic Barcelona (2024).

L'any 2014, Olga Resina i Sergio Pérez publicaren el primer número de Supercatalà, un superheroi «emprenyat» que lluita contra la corrupció:
el protagonista és Almo, un físic aficionat als còmics que esdevé superheroi arran de la crisi financera espanyola.
Al principi, els tres primers volums de la sèrie es venien directament al públic sense distribució a llibreries.
El 2018, l'editorial anuncià que havia adquirit els drets exclusius per a publicar l'edició en castellà i català de la sèrie derivada Mazinger Angels, estrenada al març i presentada al Saló Internacional del Còmic de Barcelona de 2018: «Hem fet una aposta per la nostra llengua perquè hi ha poca oferta per als lectors. Sabem que el context és delicat, però més enllà de la rendibilitat el que volem és omplir un buit.»
A les acaballes del mateix any, en el marc del Japan Weekend de Madrid, Ooso anuncià que havien aconseguit la llicència per a publicar Cutie Honey (Gō Nagai, 1973) en català i castellà.
Al Saló del Còmic de Barcelona de l'any 2022, anunciaren que publicarien el manga X-Venture: el cos en crisi en català i castellà, i addicionalment en basc, el primer manga que es publicaria en aquesta llengua (la qual cosa seria discutible, atès que la sèrie X-Venture prové de Malàisia). Aquest còmic està emmarcat dins la seva nova línia editorial Science Manga, adreçada als infants, amb obres d'aventures i caire educatiu.
Al Saló del Manga de Barcelona de 2022 anunciaren que estaven treballant la publicació en gallec, encara sense cap previsió en concret i van anunciar de cara al primer trimestre de 2023 la publicació del manga Megaman Megamix. També van esmentar que Kamen Rider Black estava en negociacions. La versió en català d'aquest darrer manga que havia preparat l'editorial, es va traduir del castellà, la qual cosa va causar polèmica i l'editorial va decidir cancel·lar-ne l'edició. L'octubre de 2024, segons declaracions dels propietaris, a causa de la poca popularitat de les edicions catalanes, deixarien de fer-les, excepte en el cas de la línia Science Manga.

## Llista de còmics editats
Vegeu també: Llista de mangues publicats en català
| Títol                                           | Autor                     | Data de publicació | Núm. de volums |
| ----------------------------------------------- | ------------------------- | ------------------ | -------------- |
| Mazinger Angels                                 | Gō Nagai                  | 2018-2019          | 4              |
| Cutie Honey, the Legend                         | Gō Nagai                  | 2019               | 1              |
| Mazinger Otome                                  | Mikio Tachibana, Gō Nagai | 2019               | 1              |
| Mazinger Otome Taisen                           | Mikio Tachibana, Gō Nagai | 2019               | 1              |
| Cutie Honey 90's                                | Gō Nagai                  | 2019-2020          | 2              |
| Dynamic Heroes                                  | Gō Nagai                  | 2019-2021          | 4              |
| Dororon Enma-kun                                | Gō Nagai                  | 2020-2021          | 2              |
| Kamen Rider                                     | Shotaro Ishinomori        | 2021               | 3              |
| Himitsu Sentai Gorenger                         | Shōtarō Ishinomori        | 2022               | 1              |
| Getter Robot                                    | Gō Nagai, Ken Ishikawa    | 2022               | 2              |
| X-Venture, el cos en crisi                      | Hot-Blooded Souls         | 2022-2023          | 3              |
| Megaman Megamix                                 | Hitoshi Ariga             | 2023               | 2              |
| Silverday, conte de fades de Divendres de plata | Mutsumi Hagiiwa           | 2023-2024          | 3              |
| X-Venture Primal Power                          | Black Ink Team            | 2023               | 1              |
| X-Venture Dinosaur Kingdom                      | Air Team                  | 2024               | 1              |

## Obres originals
| Títol       | Autor                     | Data de publicació | Núm. de volums |
| ----------- | ------------------------- | ------------------ | -------------- |
| Supercatalà | Olga Resina, Sergio Pérez | 2014               | 4              |